# 중앙로 (고창군)
중앙로(Jungang-ro)는 전북특별자치도 고창군 고창읍 고창IC교차로 에서 고창군 고창읍를 잇는 도로이다.

## 주요 경유지
전북특별자치도
- 고창군 (고창읍)

## 노선
| 이름            | 접속 노선                                                | 소재지 | 소재지 | 비고 |
| --------------- | -------------------------------------------------------- | ------ | ------ | ---- |
| 고창IC 교차로   | 국가지원지방도 제15호선 (동서대로) 15호선 서해안고속도로 | 고창군 | 고창읍 |      |
| (교량명칭 미상) |                                                          | 고창군 | 고창읍 |      |
| 읍내 교차로     | 국도 제23호선 (고인돌대로)                               | 고창군 | 고창읍 |      |
| 터미널사거리    | 보릿골로                                                 | 고창군 | 고창읍 |      |
| 군청앞오거리    | 모양성로 중거리당산로                                    | 고창군 | 고창읍 |      |
| (이름없음)      | 월곡로                                                   | 고창군 | 고창읍 |      |
| (이름없음)      | 국가지원지방도 제15호선 (동서대로)                       | 고창군 | 고창읍 |      |

## 주요 시설및 건물
- SK에너지 광진주유소 (중앙로 148/읍내리 1023-2)
- KG모빌리티 고창전시장 (중앙로 158/읍내리 863-254)
- 뚜레쥬르 전북고창점 (중앙로 184/읍내리 863-72)
- 본죽 전북고창점 (중앙로 188/읍내리 632)
- 고창공용버스터미널 (중앙로 191/읍내리 629)
- 아성다이소 고창점 (중앙로 200/읍내리 636)
- 전북은행 고창지점 (중앙로 202/읍내리 638-5)
- SK텔레콤 Tworld 다온대리점 고창점 (중앙로 212/읍내리   863-49)
- 농협 고창축협 본점 (중앙로 214/읍내리 863-48)
- 새마을금고 고창새마을금고 본점 (중앙로 226/읍내리 209)
- 맘스터치 전북고창읍점 (중앙로 230/읍내리 205-1)
- 파리바게뜨 전북고창점 (중앙로 235/읍내리 199-5)
- KT 고창대리점 (중앙로 240/읍내리 201-1)
- 고창군청 (중앙로 245/교촌리 275-3)
- 전북특별자치도교육청 고창교육지청 (중앙로 258/교촌리 76-4)
- 고창초등학교 (중앙로 259/교촌리 281-1)
- CU 고창중앙점 (중앙로 270/교촌리 78)
- 현대자동차 고창지점 (중앙로 286/교촌리 56)
- 고창군실내체육관 (중앙로 292/교촌리 55-2)
- 기아 선운대리점 (중앙로 294/교촌리 43-2)
- 미니스톱 고창우편국점 (중앙로 309/교촌리 506)
- 고창읍 행정복지센터 (중앙로 330/월곡리 859)
- 세븐일레븐 고창월곡점 (중앙로 337/월곡리 833)